# Aki na Ukwa
Aki na Ukwa è un film commedia del 2002, diretto da Amayo Uzo Philips.
Il film è interpretato dai due attori nigeriani Osita Iheme e Chinedu Ikedieze, ed è stato una rampa di lancio per la loro carriera, dando inizio anche alla collaborazione dei due negli anni. A partire da questo film, i due sono apparsi insieme in svariate pellicole nei ruoli dei personaggi principali. La creazione dei personaggi di PawPaw e Aki è stata attribuita a Chukwuka Emelionwu, il produttore del film.

## Sinossi
Due fratelli, Aki (Ikedieze) e PawPaw (Iheme), causano il caos in qualunque posto si trovino: a casa, a scuola, e praticamente nell'intero villaggio in cui risiedono.

## Accoglienza

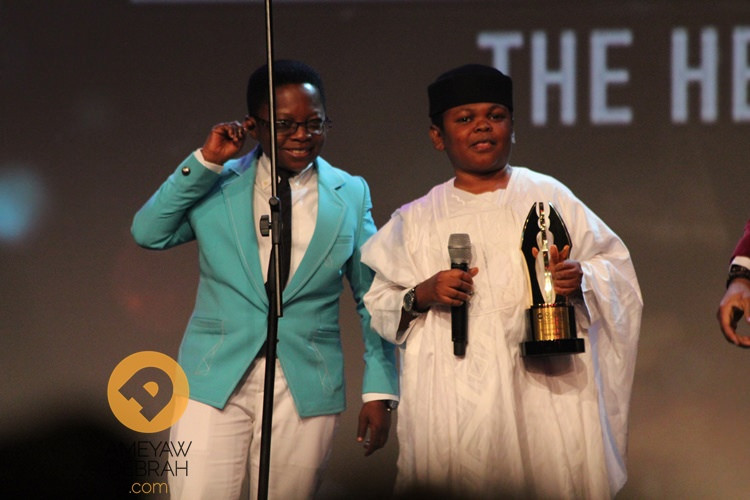
Chinedu Ikedieze (Aki) e Osita Iheme (PawPaw)

Il film è stato acclamato dalla critica ed è considerato uno dei più belli nell'industria cinematografica nigeriana, la cosiddetta Nollywood, principalmente per il debutto di Iheme e Ikedieze nei ruoli di PawPaw e Aki.
La performance dei due è diventata a partire dal 2019 oggetto di meme su Twitter e altri social media, soprattutto il personaggio di PawPaw, portando Osita Iheme e Chinedu Ikedieze alla fama anche all'estero.